# Rhizoprionodon terraenovae
O tubarão-bico-fino-do-Atlântico (Rhizoprionodon terraenovae), é uma espécie de tubarão do gênero Rhizoprionodon da família Carcharhinidae. É encontrado em águas costeiras no noroeste do Oceano Atlântico. O tubarão-bico-fino-do-Atlântico é bem pequeno, quando adulto chega a medir normalmente apenas 70-90 cm.

## Taxonomia
O tubarão-bico-fino-do-Atlântico foi descrito originalmente pelo naturalista escocês Sir John Richardson na Fauna Boreali Americana de 1836, nomeado como "Squalus terraenovae". Tambem apareceu na literatura científica inicial como "Scoliodon terraenovae", "Rhizoprionodon terraenova" e "Rhizoprionodon terraenovae", todos originários de Richardson em 1836.

## Etimologia
O nome do gênero "Rhizoprionodon", rhiza vem do grego de "ríza" (ρίζα) que significa raiz, prion de "prióni" (πριόνι) que significa serra, e odon de "odoús" (οδούς) que significa dentes. Já "Terraenovae" vem do latim que Terra Nova, referindo-se ao hábitat da espécie.

## Aparência
Os tubarões-bico-fino-do-Atlântico são tubarões bem pequenos, quando um macho é adulto, atinge cerca de 70 cm, e uma fêmea atinge cerca de 90 a 100 cm, ambos podem pesar até 4 kg. Mas, podem chegar até 110 cm para machos e 120 cm para fêmeas, ambos com 7 kg. Quando maturos podem medir até 85 cm; a sua área dorsal tem uma coloração marrom escuro ou clara, às vezes com um leve tom amarelado. Uma característica marcante são suas pequenas pintas brancas na sua costa; existem relatos desses tubarões que podem viver até 12 anos na natureza. Ainda assim, o máximo de tempo que um espécime dessa espécie conseguiu sobreviver na natureza foi de 10 anos.

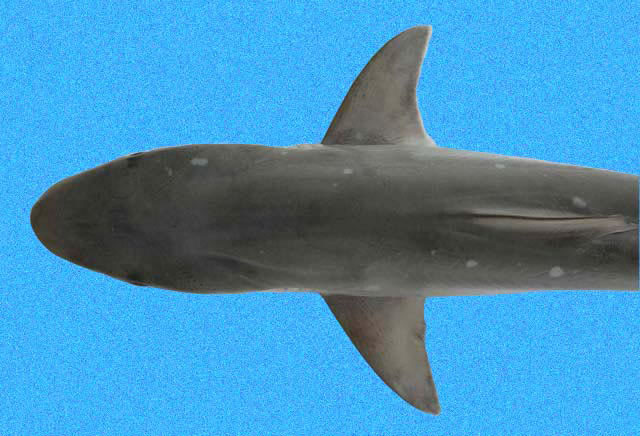
Visão de cima.

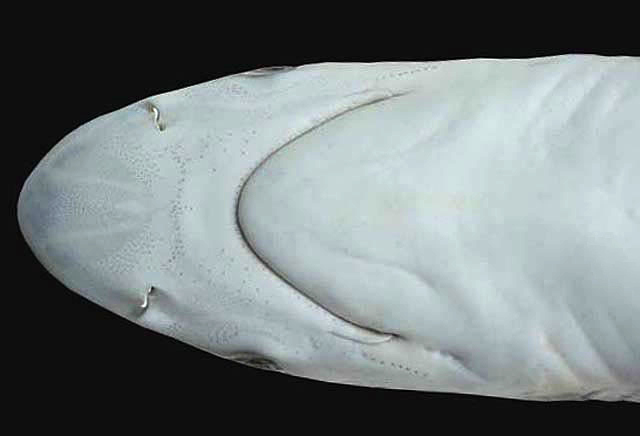
Visão de baixo.

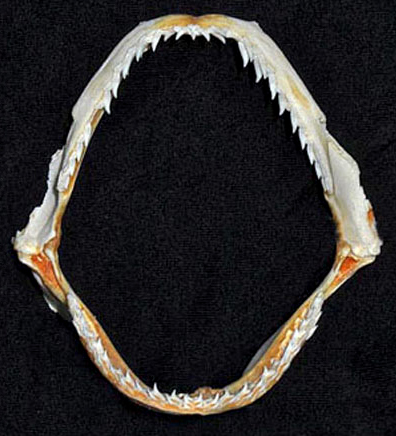
Arcada dentária.

## Distribuição e hábitat
Os tubarões-bico-fino-do-Atlântico vivem em águas marinhas costeiras de climas subtropicais no noroeste do Oceano Atlântico, na América do Norte, de Canadá, EUA até o México, e possivelmente podem ser encontrados até na América Central. Vivem normalmente em profundidades de 0 a 10 metros, mas podem ser encontrados até 280 metros.

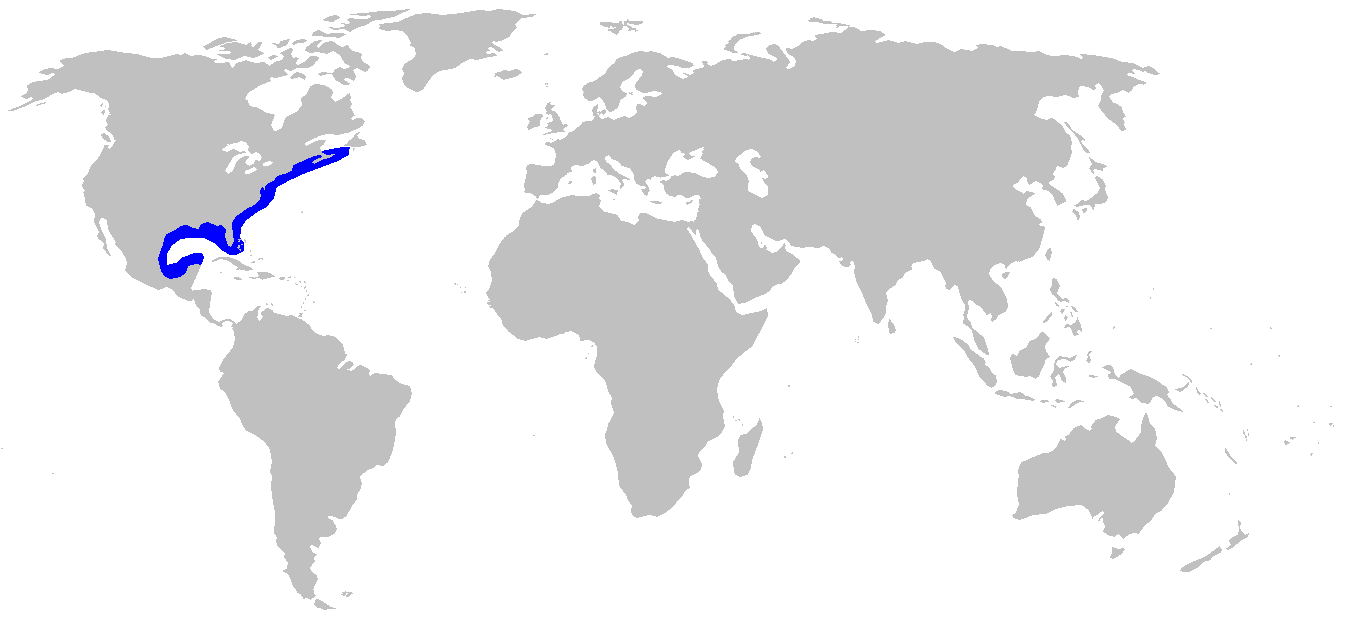
Distribuição geográfica do tubarão-bico-fino-do-Atlântico.

## Reprodução
O tubarão-bico-fino-do-Atlântico é víviparo, nascendo de 1 a 7 filhotes. Quando os filhotes nascem podem ter um comprimento médio de 29 para 37 cm. O período de gestação é de 10 para 11 meses.

## Estado de conservação
O tubarão-bico-fino-do-Atlântico tem a segunda distribuição mais abundante do seu gênero Rhizoprionodon, atrás apenas do tubarão-leite. Foi considerado como espécie pouco preocupante pela União Internacional para a Conservação da Natureza (IUCN) desde 2005. Porém, é usado para comercialização e consumição dos humanos, servido fresco com sal seco ou para fazer sopa de barbatanas.
